# Bibans
Les Bibans (en arabe : البيبان, al-Bībān ; en berbère : ⵉⵡⴰⵏⵓⵖⴻⵏ, Iwanughen) sont une chaîne de montagnes qui culmine à 1 862 mètres d'altitude dans le Nord de l'Algérie, entre la vallée de l'oued Sahel-Soummam et les hautes plaines de la Medjana dans la « Petite Kabylie » et constituant une partie de l'Atlas tellien.
En partie territoire de la tribu kabyle des Aït Abbas (Beni Abbès), elle a été marquée, entre les XVIe et XIXe siècles, par le rayonnement de la Kalâa des Beni Abbès et du royaume éponyme.

## Toponymie
Ce massif montagneux est le lieu d'un passage stratégique nommé en berbère Taggurt (« la porte ») ; l'usage considérant souvent deux passages (un petit et un grand), le secteur est aussi nommé au pluriel Tiggura (« les portes »). C'est de ces mots berbères qu'est donné le nom arabe (al-Bībān), puis en français les Portes de Fer, à ce passage ; ensuite, par extension dans ces deux langues, le mot arabe Bibans (« les portes ») est employé pour désigner le massif entier.
Avant la colonisation française, ce massif montagneux avait pour nom en arabe Ouannougha, qui dérivait du nom berbère du massif ⵉⵡⴰⵏⵓⵖⴻⵏ (Iwanughen). C'est encore le nom d'Ouanougha que porte la seule cédraie de ce massif, située sur le versant nord du djebel Choukchot, deuxième plus haut sommet du massif (environ 1 820 m).
Les Romains appelaient la chaîne mons Ferratus (« montagne de fer »).

## Géographie

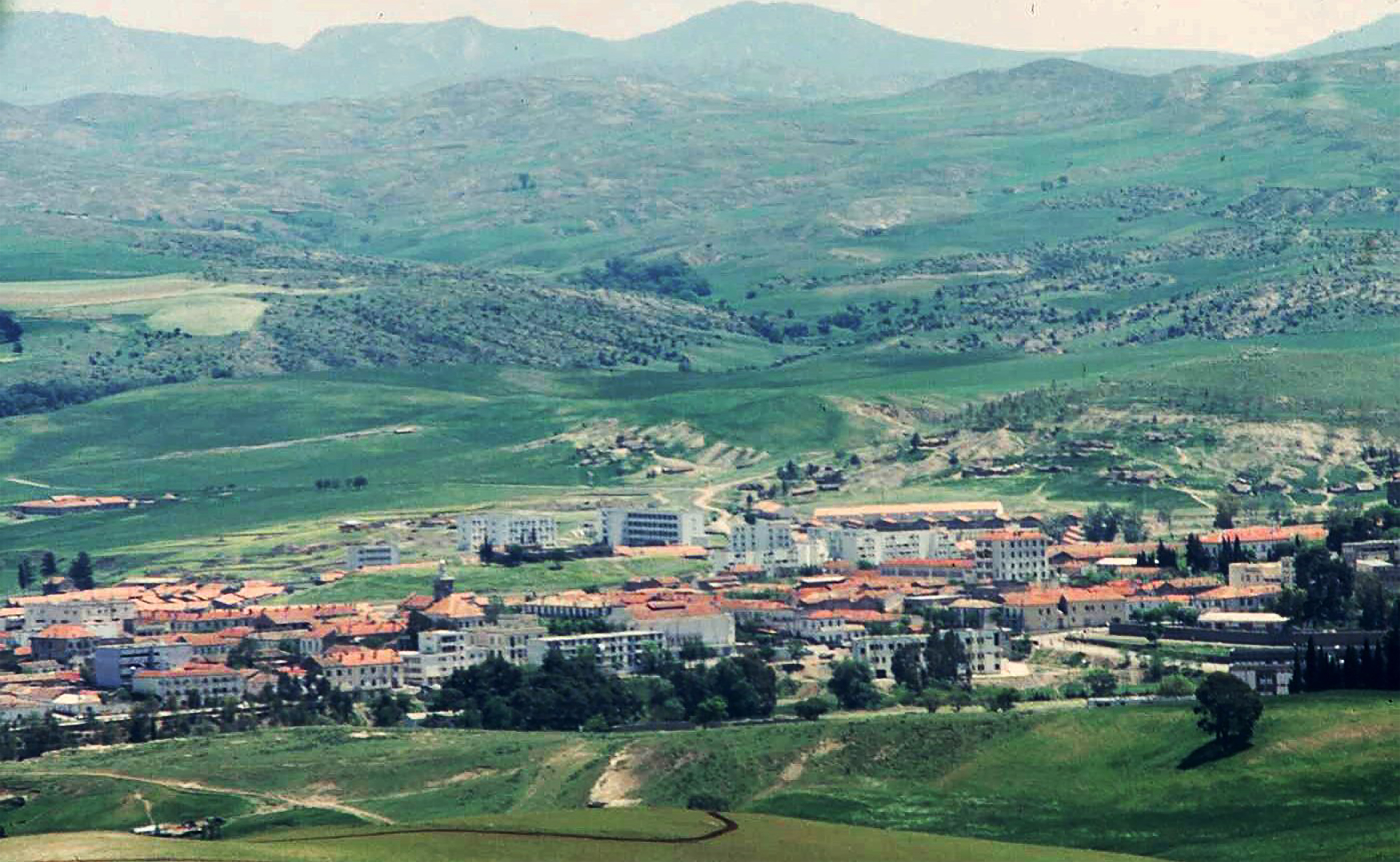
Vue sur les Bibans de Sour El-Ghozlane.

### Situation
Les Bibans sont formés de roches schisteuses et marneuses de l’Algérie centrale, faisant partie de l'Atlas tellien et dominant la plaine des Beni Slimane et la dépression de l'oued Sahel-Soummam.
La chaîne comporte deux défilés très étroits et tourmentés (les Biban ou Portes) qui assurent le passage de la vallée de l’oued Sahel au bassin de l’oued Bou Sellam. Ces défilés de franchissement difficile ont été creusés dans des couches de schistes marneux redressées à la verticale, les gorges sont traversées par l’oued Chebba (Bab el-kebir) et par l’oued Bou Ktoun (Bab es-Sghir).
Le massif des Bibans s’étend du massif du Titteri à l'ouest aux Babors à l'est, au sud de la chaîne du Djurdjura, il fait jonction avec le Hodna au sud. Il s’étend sur les wilayas de : Bouira, Bordj Bou Arreridj, Béjaïa, Médéa, Sétif et M'Sila,,.

### Géologie
Les monts des Bibans sont à dominance calcaire, leur composition prend les aspects d’un relief karstique où se succèdent gouffres, grottes, crevasses, balcons, belvédères et rivières intérieures. Sur leurs flancs, on retrouve des sources thermales ; trois d’entre elles sont très actives, présentent un débit important, une température généralement supérieure à 60 degrés.

### Principaux sommets
Tableau des principaux sommets des Bibans avec leurs altitudes et leurs localisations :
| Nom                   | Altitude en mètres | Notes et localisations                                                           |
| --------------------- | ------------------ | -------------------------------------------------------------------------------- |
| Djebel Mansoura       | 1 862              | Au sud de la ville de Mansoura (Bordj Bou Arreridj).                             |
| Kteuf                 | 1 860              | Il sépare la plaine de la Medjana du Hodna.                                      |
| Choukchot             | 1 836,             | Sur les frontières ouest des wilayas de Bordj Bou Arreridj et de M'Sila.         |
| Djebel Dira           | 1 812              | Il domine Sour El Ghozlane (Bouira), remarquable par ces forêts et ces pâturage. |
| Guergour              | 1 800              | Hammam Guergour (Sétif).                                                         |
| Megris (Megeres)      | 1 736              | Au nord d'El Ouricia, sud-ouest d'Amoucha (Sétif),.                              |
| Moutene (Tafertast)   | 1 691              | Au nord-ouest de Medjana (Bordj Bou Arreridj),.                                  |
| Anini                 | 1 540              | Au sud de la ville d'Aïn Roua (Sétif).                                           |
| Morissan              | 1 497              | Au nord-est de Medjana (Bordj Bou Arreridj).                                     |
| Chouf Aissa (Mnaguer) | 1 461              | Il domine la plaine de Sétif.                                                    |
| M'zita                | 1 457              | Au nord de la ville de Mansoura (Bordj Bou Arreridj).                            |
| Afrocen               | 1 453              | Le point culminant du Ouennougha.                                                |
| Affroun               | 1 464              | Au nord-est de Taguedit (Bouira).                                                |
| Tagdid (Taguedit)     | 1 450              | Au sud de Taguedit (Bouira).                                                     |
| Ketaf                 | 1 434              | À l'ouest de Taguedit (Bouira).                                                  |
| Zamoura               | 1 380              | Bordj Zemoura (Bordj Bou Arreridj).                                              |
| Anechar               | 1 415,             | Djaafra (Bordj Bou Arreridj).                                                    |
| Djebel Bounda         | 1 364              | À l'est de la Kalâa des Beni Abbès (Béjaïa).                                     |
| Djebel Bouzid         | 1 308              | Sur les frontières des wilayas de Bordj Bou Arreridj et de Bouira.               |
| Azrou n Saïd          | 1 283              | Sur les frontières des wilayas de Bordj Bou Arreridj et de Bouira.               |
| Guela (Kalâa)         | 1 200              | La Kalâa des Beni Abbès (Béjaïa).                                                |

Note : Ce tableau n'inclut pas tous les sommets.

### Faune et flore

#### Faune
Parmi les mammifères qui vivent dans la région des Bibans de Bordj Bou Arreridj : le loup africain, le chat sauvage, la genette, la gerboise, le hérisson, l’hyène rayée, le lapin de garenne, le lièvre brun, le porc-épic, le renard roux et le sanglier, en plus de pas moins de 25 espèces d’oiseaux (les plus répandues sont : la grive, la perdrix, le merle, le moineau, l’aigle, l’alouette, la bécassine, le chardonneret…).

#### Flore
Les espèces les plus fréquentes dans la région des Bibans, au nord et au nord-ouest de Bordj Bou Arreridj sont : le chêne vert avec 15 438 ha, le cèdre avec 812 ha, l’eucalyptus avec 1 183 ha, l’alfa et autres buissons avec 3 250 ha. La région a une forte présence de pins d'Alep, qui s’étend sur une superficie de 61 752 ha.

## Histoire

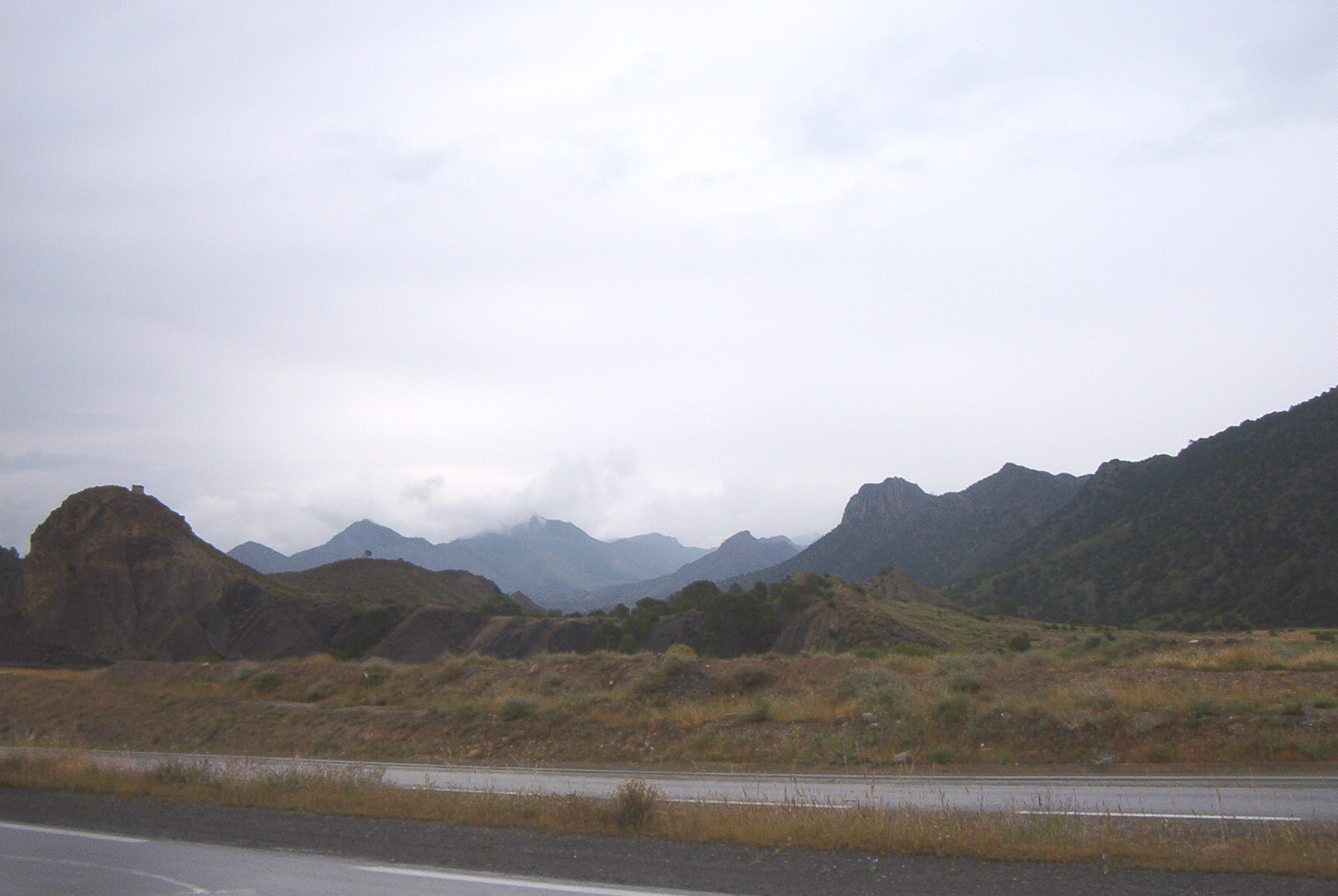
Chaîne des Bibans.

L'itinéraire de la grande « Porte », n'a été emprunté qu’à partir du XVIe siècle, par les Ottomans qui le suivirent parce qu’il correspondait au trajet le plus court entre Alger et le Beylik de l'Est. Les tribus montagnardes qui gardaient cette voie percevaient, à chaque passage des colonnes ottomanes, un droit dont la somme était fixée d’avance.
Dans l’Antiquité et pendant le Moyen Âge les voies de communication les plus suivies entre l’Algérie centrale et l’Algérie orientale passaient beaucoup plus au sud : la principale contournait par le sud les monts du Hodna et le Zab et atteignait Sour El Ghozlane ; un autre itinéraire, reliait directement Sétif à Sour El Ghozlane longeant le versant sud des Monts du Guergour et de la chaîne des Bibans.
À l'époque de la régence d'Alger (XVIe – XIXe siècle), c'est dans les Bibans que se trouve le centre du royaume des Beni Abbès, la citadelle de la Kalaa. Les dirigeants de ce royaume quasi indépendant, les Amokrane, ou Mokrani, dominent notamment la plaine de la Medjana au sud, mais un enjeu fondamental pour eux est le contrôle des Portes de Fer.
Durant la conquête de l'Algérie par la France, un épisode crucial s'y déroule en octobre 1839 : le franchissement des Portes de Fer par une colonne française incluant le duc d'Orléans et le gouverneur général Valée, la première à réaliser la jonction terrestre entre Alger et Constantine (conquise en novembre 1837).
Ce passage se déroule sans problème, car le maréchal Valée avait, par l’entremise de Ahmed El-Mokrani – reconnu comme bachagha de la Medjana par la France –, versé aux montagnards le droit de passage pour mettre fin à l’ambition de l’Émir Abd el-Kader de contrôler l’Algérie centrale dans sa totalité. Désormais, les clauses obscures du Traité de la Tafna étaient dépassées et la guerre reprenait entre l’Émir et la France.

## Populations
Les monts sont habités par des populations arabisées à l'ouest et de Kabyles berbérophones au centre. Ils forment à l’est, la limite méridionale des parlers kabyles.